# 나스 스케하루
나스 스케하루(일본어: 那須資晴, 1557년 ~ 1610년 8월 7일)는 시모쓰케국의 센고쿠 다이묘이다. 나스씨 제21대 당주.
나스씨 선대 당주 나스 스케타네의 장남으로 태어났다. 부친이 사망하여 가독을 물려받고 난 직후 히타치의 사타케 요시시게와 우쓰노미야 구니쓰나의 협공으로 나스씨는 위기를 맞았으나 이를 격퇴하였다.

## 참고 자료
- 대일본 사료[1](大日本史料)
- 간세이 중수제가보(寛政重修諸家譜) - 제735권